# Gare de Réghaïa ZI
La gare de Réghaïa ZI (ou gare de la zone industrielle de Réghaïa) est une gare ferroviaire algérienne située sur le territoire de la commune de Réghaïa, dans la wilaya d'Alger.

## Situation ferroviaire
La gare est située au point kilométrique (PK) 30,4 sur la ligne d'Alger à Skikda, où elle est précédée de la gare de Rouïba SNVI et suivie de celle de Réghaïa.
| \| Alger Réghaïa · ZI Aéroport · d'Alger Zéralda Birtouta Réghaïa \| Localisation de la gare de Réghaïa ZI dans la wilaya d'Alger. |
| Alger Réghaïa · ZI Aéroport · d'Alger Zéralda Birtouta Réghaïa                                                                     |

## Service des voyageurs

### Desserte
La gare est desservie par les trains du réseau ferré de la banlieue d'Alger de la liaison Alger - Thénia.